# Rusina obsoletissima
Rusina obsoletissima là một loài bướm đêm trong họ Noctuidae.